# Apiocera femoralis
Apiocera femoralis är en tvåvingeart som beskrevs av Mont A. Cazier 1982. Apiocera femoralis ingår i släktet Apiocera och familjen Apioceridae.
Artens utbredningsområde är Texas. Inga underarter finns listade i Catalogue of Life.